# Escudo de San Luis Potosí
El Escudo de Armas del Estado Libre y Soberano de San Luis Potosí, que originalmente pertenecía únicamente a la ciudad homónima, fue creado y otorgado por el virrey don Francisco Fernández de la Cueva el 30 de mayo de 1656 y confirmado por el rey Felipe IV el 17 de agosto de 1658, que a su vez le dio al entonces Pueblo y Minas del Potosí el título de ciudad.
El escudo fue oficializado para su uso por el estado el 31 de enero de 1994.

## Descripción
El escudo de armas está dividido en dos campos, uno azul y uno oro. En el centro, la figura de Luis IX de Francia, que a su vez está en la cima del Cerro de San Pedro. En el campo de oro, hay dos barras de plata y en el de azur hay dos barras de oro. Todo está enmarcado en una bordura dorada irregular. 